# Félix Berenguer de Marquina

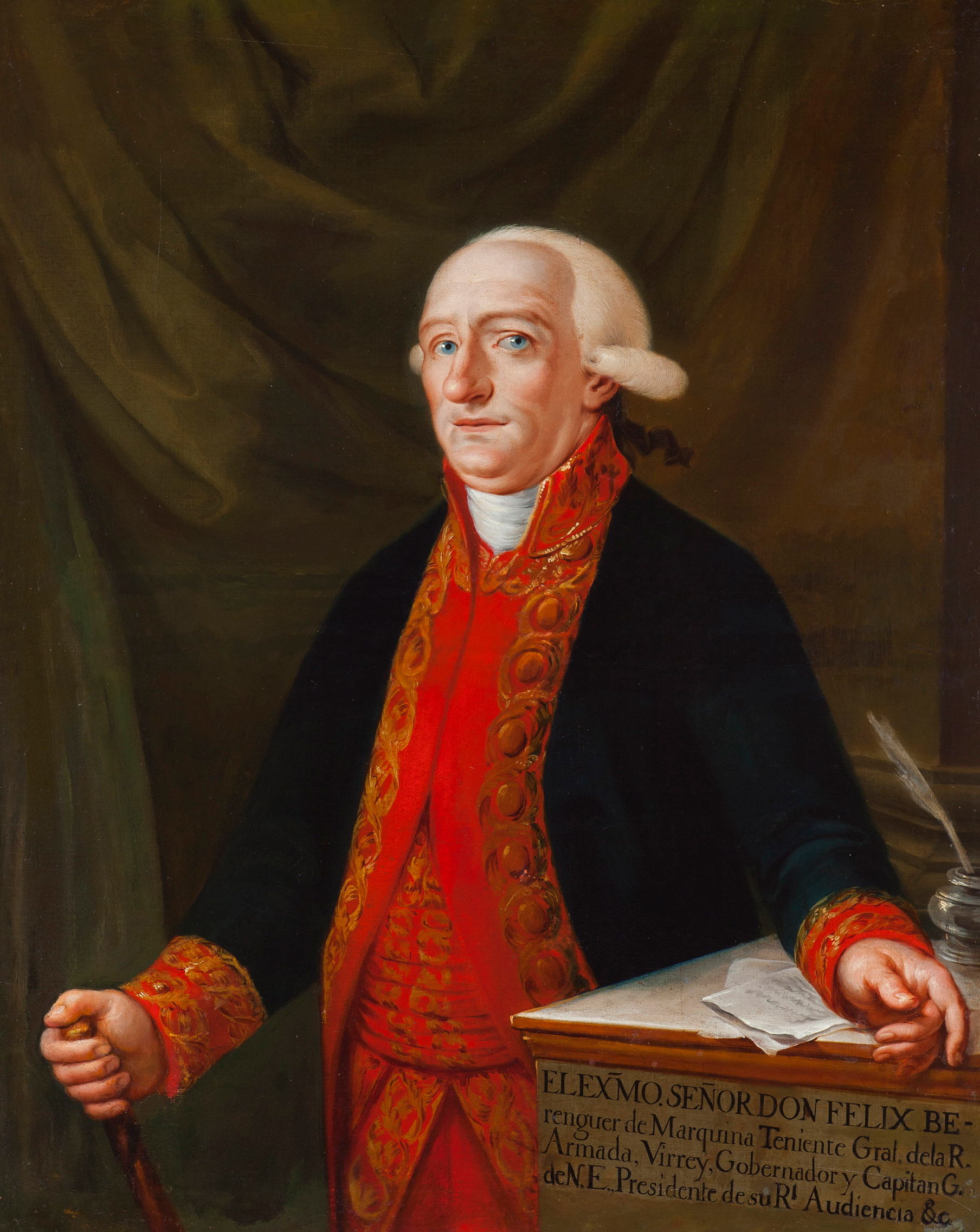
Félix Berenguer de Marquina

Félix Ignacio Juan Nicolás Antonio José Joaquín Buenaventura Berenguer de Marquina y FitzGerald (* 20. November 1736 (nach anderen Quellen: 1738) in Alicante, Spanien; † 10. Oktober 1826 ebenda) war ein spanischer Kolonialverwalter, der als Gouverneur der Philippinen und Vizekönig von Neuspanien amtierte.

## Leben

### Familie, Ausbildung und frühe Karriere
Félix Berenguer kam als einziges Kind von Ignacio Berenguer de Marquina y Pasqual de Riquelme und María FitzGerald zur Welt. Der Vater entstammte einer wohlhabenden Familie des niederen Adels; die Mutter kam aus Cork im von England dominierten Königreich Irland, aus der Linie der Grafen von Kildare und Desmond.
Nach dem Schulbesuch trat er 1754 im Alter von achtzehn Jahren in den Dienst der spanischen Marine. Zunächst kam er im Mittelmeer und auf dem Atlantik zum Einsatz, später war er in Cádiz stationiert. Hier heiratete er 1758 María de Ansoátegui y Barrón. 1763 kam der erste Sohn Joaquín zur Welt, 1765 folgte eine Tochter namens Ana Agustina.
Félix interessierte sich für Naturwissenschaften und wurde Lehrer für Mathematik und Astronomie an der Marineakademie in Cartagena. Später wurde er Direktor des Lotsenkorps der spanischen Marine.
In den 1780er Jahren brach er den Kontakt zu beiden Kindern ab, nachdem diese jeweils Ehepartner gegen seinen Willen gefunden hatten: Joaquín heiratete die Tochter von Francisco Hidalgo de Cisneros, der ebenfalls in der Marine arbeitete und mit Berenguer verfeindet war. Seine Tochter Ana Agustina nahm Gabriel Ciscar y Ciscar zum Mann, dessen liberale Ansichten Berenguer missfielen. Sein Schwiegersohn sollte 1820 beim Sturz des absolutistisch regierenden Königs Ferdinand VII. eine führende Rolle spielen.

### Amtszeit als Gouverneur der Philippinen
1788 wurde Berenguer zum Gouverneur der Philippinen ernannt. Er reiste mit seiner Frau nach Manila. Als Gouverneur ließ er den Hafen von Manila für alle nicht-europäischen Güter öffnen. Weitere Maßnahmen zur Verbesserungen der wirtschaftlichen Lage der Kolonie wurden erarbeitet, aber noch nicht umgesetzt, als Berenguer 1793 von seinem Posten abgelöst wurde. Mit seinem Sohn hatte er sich versöhnt, dieser war ihm Anfang der 1790er Jahre nach Manila gefolgt. Er starb 1795. Berenguer und seine Frau kehrten 1795 nach Europa zurück.

### Zwischenspiel in Europa
In Spanien übernahm er ab 1795 Aufgaben in der Marineverwaltung. Er versöhnte sich mit seiner Tochter und wurde zum Generalleutnant befördert.

### Amtszeit als Vizekönig von Neuspanien
Im November 1799 ernannte ihn König Karl IV. zum Vizekönig von Neuspanien. Sein gutes Verhältnis zu Manuel de Godoy, dem starken Mann der Außen- und Kriegspolitik Spaniens, kam ihm dabei zugute. Er schiffte sich nach Mexiko ein und wurde kurz vor der Ankunft von einem britischen Kriegsschiff aufgebracht und nach Jamaika in Gefangenschaft gebracht. Nach kurzer Zeit ließ man ihn wieder gehen.
Am 29. April 1800 übernahm er die Amtsgeschäfte in Mexiko-Stadt und hielt am folgenden Tag seinen feierlichen Einzug in der Stadt.
Militärisch sah sich Spanien immer wieder Angriffen durch britische und US-amerikanische Piraten auf Handelsschiffe ausgesetzt. Spanien hatte der britischen Dominanz zur See wenig entgegenzusetzen. Berenguer verstärkte die Hafenanlagen in Veracruz und ließ Teile der dort gelagerten Waren ins Landesinnere nach Xalapa bringen.
Am 1. Oktober 1800 übergab Spanien das Gebiet von Louisiana an Frankreich, wie es im Dritten Vertrag von San Ildefonso zugesichert hatte. Im Ausgleich dafür gab Napoleon Bonaparte die von ihm eroberte Toskana an die Bourbonen zurück.
Innenpolitisch verbot Berenguer den Stierkampf, was nicht zu seiner Beliebtheit beim Volk beitrug.
In seine Amtszeit fiel das Ende des Schmugglers Philip Nolan, der im Norden der Kolonie einen blühenden Handel mit Waren aus den USA gegen wilde Pferde aus Texas betrieb. Ein Trupp spanischer Soldaten stellte ihn im März 1801 und tötete ihn.
Anfang 1801 erhoben sich unter Indio Marino eine Gruppe von Indianern in den Bergen in der Nähe von Tepic; sie kämpften unter dem Banner der Jungfrau von Guadalupe und strebten eine Wiedererrichtung des Aztekenreiches an. Die Spanier schlugen die Rebellion nieder; Marino entkam, etliche Aufständische wurden verhaftet, die meisten aber bald wieder entlassen. Einen weiteren Aufstand (der ebenfalls scheiterte) zettelte der Marineoffizier Francisco Antonio Vázquez an.
Für seine Zeit fortschrittlich war der Beschluss, Frauen das Arbeiten zu gestatten, selbst wenn örtliche Regelungen dem entgegenstanden.
Die Zusammenarbeit mit dem Kolonial- und Finanzministerium verlief offenbar nicht zu Berenguers Zufriedenheit. Die Behörden gaben dem Drängen der Minenarbeiter nach, die Silberproduktion zu reduzieren, da die britische Seeblockade einen Transport nach Spanien unmöglich machte. Vizekönig Berenguer hatte sich dagegen ausgesprochen, wurde aber von den Behörden in Mexiko und Madrid übergangen.
Unmittelbar nach dem Frieden mit Großbritannien 1802 bat er um seine Ablösung, die ihm schließlich gewährt wurde. 1803 übergab das Amt an José de Iturrigaray und kehrte umgehend nach Spanien zurück.

### Rückkehr nach Europa
Mit seiner Frau kehrte er nach Alicante zurück. Er arbeitete dort in der Marineleitung. Seine Tochter und mehrere Enkel lebten in der Gegend.
1808 griffen napoleonische Truppen Spanien an. Berenguer organisierte die Verteidigung zur See. Den Widerstand der königstreuen Spanier durch die Junta Suprema Central (der auch sein Schwiegersohn Gabriel Ciscar y Ciscar angehörte) und die Cortes von Cádiz sah Berenguer mit Misstrauen.
Er zog sich aus der Politik und der Verwaltung zurück. Bei der Revolution gegen das absolutistische Regime des zurückgekehrten Königs Ferdinand 1820 zwangen ihn Vertreter der Liberalen gleichwohl, die Verfassung zu unterzeichnen. Nach dem Trienio Liberal 1823 und der Rückkehr zum Absolutismus musste sein liberaler Schwiegersohn Ciscar ins Exil nach Gibraltar gehen.
Félix Berenguer starb im Oktober 1826 in Alicante.